# Terrass

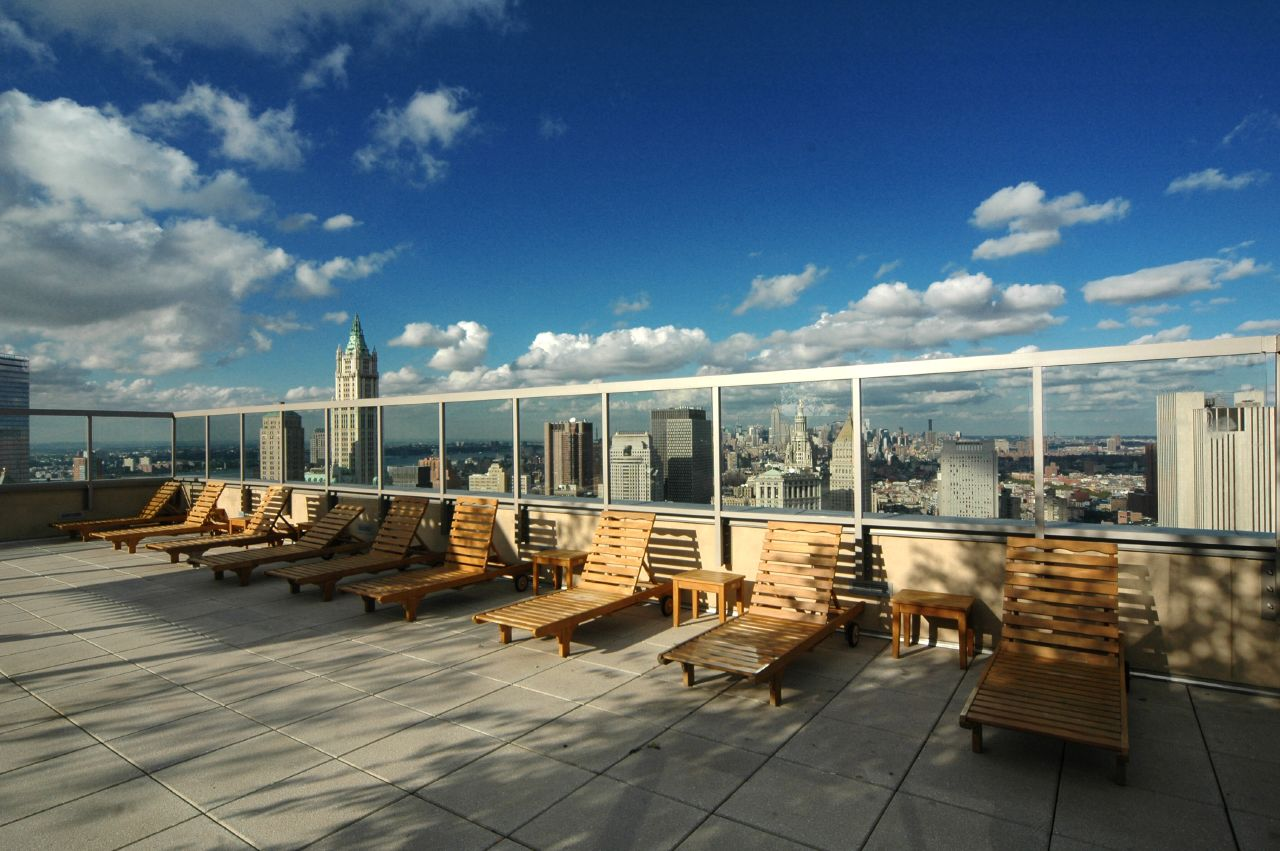
En takterrass i New York.

Terrass (franska terrasse, via provensalska ytterst av latin terra ’jord’) betecknar en plan, anlagd avsats i en sluttning. På svenska finns flera alternativa betydelser:
- En plan avsats utan tak, anlagd mot eller ovanpå en byggnad, eller fristående, för rekreation eller för servering vid till exempel en restaurang. I anslutning till en byggnads nedre plan kan terrassen ha en beläggning av natursten, klinker eller betongplattor eller andra varaktiga golvmaterial, för att kunna användas för rekreation utomhus.
- Mark förberedd för uppförande av byggnader och anläggningar genom schaktning, fyllning, jordförstärkning och andra åtgärder. Terrassen kan indelas i undergrund och underbyggnad.[1]

- Terrasshus avser flerbostadshus där den övre belägna våningen använder den undre belägna våningens tak till terrass.